# Mission de conseil aux forces de sécurité intérieure ukrainiennes
La mission de conseil aux forces de sécurité intérieure ukrainiennes, abrégée EUAM Ukraine, est une mission civile de l'Union européenne, lancée le 1er juillet 2014. Basée à Kiev, elle a par la suite été délocalisée, notamment à Lviv et Kharkiv.

## Mandat
Elle reçoit pour mandat de conseiller l’Ukraine quant à sa réforme du secteur civil de sécurité. Elle n’a donc pas de mandat exécutif. Elle a pour tâches, d’une part, de créer un cadre pour la planification et la mise en œuvre des réformes et, d’autre part, de réorganiser les services de sécurité de manière qu’ils puissent rendre des comptes et faire l’objet de contrôles.

## Composition
Outre les États membres de l’Union européenne, la Turquie et la Suisse sont également impliquées dans la mission.

### Direction
- 1er juillet 2019 : Antti Juhani Hartikainen.
- février 2016 – mai 2019 : Kestutis Lancinskas
- août 2014 – janvier 2016 : Kálmán Mizsei

## Sources

## Compléments